# Маккензи, Кеннет Кент
Кеннет Кент Маккензи (англ. Kenneth Kent Mackenzie, 1877 — 1934) — американский ботаник-любитель и адвокат.

## Биография
Кеннет Кент Маккензи родился в 1877 году.
Маккензи занимался изучением рода Carex в Северной Америке. Он внёс значительный вклад в ботанику, описав множество видов растений.
Кеннет Кент Маккензи умер в 1934 году.

## Научная деятельность
Кеннет Кент Маккензи специализировался на папоротниковидных и на семенных растениях.

## Некоторые публикации
- 1899. Spring flora of Kansas City & vicinity: A systematic key for use in the high schools of Kansas City. Ed. Frank H. Horn & Co. 23 pp.
- 1907. Notes on Carex-III. En Bull. Torrey Bot. Soc. 34: 3: 151—155.
- 1907. Notes on Carex-II. En Bull. Torrey Bot. Soc. 34: 3: 151—155.
- 1915. Two new sedges from the southwestern United States. Ed. Smithsonian miscellaneous collections. 1 p.
- Manual of the Flora of Jackson County, Missouri. 1902. 242 pp.
- (Poales) Cyperaceae. Cypereae (North American flora). 1931. Ed. The New York Bot. Garden. 478 pp.
- Mackenzie, KK; ilustró HC Creutzburg. 1940. North American Cariceae. Ed. The New York Bot. Garden. 2 v. 539 pp.
- Keys to the North American species of Carex. 1945. Ed. The New York Bot. Garden. 80 pp.
- Keys to the North American species of Carex. En: North American Flora, vol. 18, partes 1—7 . Ed. The New York Bot. Garden. 80 pp.